# 34636 Lauwingkai
34636 Lauwingkai este o planetă minoră (asteroid) din centura de asteroizi. A fost descoperită pe 1 noiembrie 2000 la Desert Beaver Observatory⁠(d) de William Kwong Yu Yeung. 
Obiectul prezintă o orbită caracterizată de o semiaxă mare de 3,106069 UAi, o excentricitate de 0,1, o înclinație de 14,88894 ° în raport cu ecliptica.